# Jeison Murillo
Jeison Fabián Murillo Cerón (ur. 27 maja 1992 w Cali) – kolumbijski piłkarz, występujący na pozycji środkowego obrońcy w katarskim klubie Al-Shamal SC. W latach 2014-2020 reprezentant reprezentacji Kolumbii. Brązowy medalista Copa América 2016. Uczestnik Copa América 2015.
Wychowanek Deportivo Cali, w trakcie kariery grał także w takich klubach, jak Udinese Calcio, Granada CF, Cádiz CF, UD Las Palmas, Inter Mediolan, Valencia CF, FC Barcelona, UC Sampdoria oraz Celta Vigo. Posiada także obywatelstwo hiszpańskie.

## Sukcesy

### FC Barcelona
- Mistrzostwo Hiszpanii: 2018/2019

### Valencia CF
- Copa del Rey: 2018/19

### Reprezentacja Kolumbii
- 3. miejsce: Copa América 2016[1]

### Reprezentacja Kolumbii U20
- Turniej w Tulonie: 2011

### Indywidualne
- Najlepszy młody zawodnik turnieju Copa América: 2015[2]
- Drużyna turnieju Copa América: 2015[3]